# Letológica
El término letológico (en femenino, letológica) (del griego antiguo Λήθη, romanización -Lḗthē- <<olvido>> y λόγος -logos- <<razón, lenguaje, palabra>>, <<olvido de la razón, olvido del lenguaje>>) describe la situación donde existe una incapacidad para recordar determinada palabra, popularmente descrito como "tener la palabra en la punta de la lengua". El estado letológico se diferencia de los cuatro tipos principales de afasia: expresiva, receptiva, anómica y global, pues no supone la existencia de lesiones en los lóbulos cerebrales y quedan intactas la inteligencia, la asociación y la pronunciación lingüística.
El término se le atribuye al psicólogo suizo Carl Jung, en su libro <<Wandlungen und Symbole der Libido>> (La psicología de lo inconsciente) a principios del siglo XX como un grave fenómeno psicológico, aunque la palabra ya aparece en la edición 1915 del Diccionario Dorland enciclopédico ilustrado de medicina.
La mente humana funciona por asociación y se construye sobre la base de modelos de información interconectada. Por eso, el recuerdo de una palabra depende de esos patrones o asociaciones con otros paquetes importantes de información.
Se habla de amnesia letológica o dismnesia cuando existe una incapacidad transitoria para recordar apellidos o nombres propios. En la literatura médica , se describe la dificultad para la rememoración de determinados materiales en cierto momento, a pesar de que más tarde esos contenidos pueden recordarse sin dificultad. Puede suceder en situaciones de agotamiento, estrés estados febriles o ansiosos.